# Дартфорд (футбольний клуб)
ФК «Дартфорд» (англ. Dartford Football Club) — англійський футбольний клуб з міста Дартфорд в графстві Кент у Південно-Східній Англії, заснований у 1888 році. Виступає у Національній лізі Півдня. Домашні матчі приймає на стадіоні «Принсес Парк», який вміщує 4 100 глядачів. Найбільших успіхів клуб досягнув у 1936 та 1937, коли грав у 3 раунді Кубку Англії з футболу. У 1974 році клуб також грав у фіналі Трофею Футбольної Асоціації.